# Roger Hilton
Pour les articles homonymes, voir Hilton.
Roger Hilton, né le 23 mars 1911 à Northwood dans le Middlesex, et mort le 23 février 1975 à Botallack dans les Cornouailles, est un peintre britannique.

## Biographie
Né le 23 mars 1911 à Northwood dans le Middlesex, Roger Hilton est le deuxième fils et deuxième enfant de la famille de trois fils et d'une fille d'Oscar Hildesheim MD, un médecin généraliste. Roger Hilton étudie à la Slade School of Art de Londres de 1929 à 1931 et de 1932 à 1939 à l'Académie Ranson, à Paris, où son professeur est le peintre et sculpteur Roger Bissière. Pendant la Seconde Guerre mondiale, il sert dans les commandos (1940-1942), est capturé pendant le raid de Dieppe. En 1945 il enseigne l'art à Bryanston School puis de 1954 à 1956 à la Central School of Art and Design (en) de Londres.
Il meurt en 1975 à St Just dans les Cornouailles.

## Récompenses et distinctions
- 1963 : Prix de peinture John Moores pour March 1963[5]